# 嘯月堂
嘯月堂（しょうげつどう）は、明治から昭和期にかけて島根県松江市で活動した彫金師・塩津家の屋号である。
塩津親次、塩津正寿、塩津常夫の三代に渡って活動した。

## 初代
塩津親次（しおつ ちかつぐ）（元治1年＜1864年＞〜昭和20年＜1945年＞）
松江市の彫金師・初代村田寿親（としちか）の次男として生まれ、その後、松江市魚町の塩津家の養子となる。
寿親に彫金の手ほどきを受け明治24年に上京。東京美術学校教授の加納夏雄の門下に入り片切彫を体得し、海野勝珉に肉彫を学んだ。明治26年に帰郷。各種博覧会・美術展に入選多数。日本美術協会、日本金工協会委員等を歴任した。
晩年は俳句、茶道、古美術をたしなみ風流人として生きた。号は嘯月堂、嘯月老、独楽庵嘯月など。息女が五代目の小島漆壺斎に嫁している。
弟子に河井寛次郎のキセルの製作で知られる金田勝造（明治26年<1893年>〜昭和39年<1964年>）がいる。

## 二代目
塩津正寿（しおつ まさとし）（明治28年＜1895年＞〜昭和54年＜1979年＞）
初代親次の次男として生まれる。大正2年、東京美術学校金工科彫金部にて海野清に学ぶ。大正7年帰郷。
大正15年、第1回日本工芸美術会展覧会入選をはじめ、多くの展覧会に出品入選を重ね、その数は戦後までに60余点を数える。
作品には額、香炉、香合、花瓶などがあり、素銅（すあか）、赤銅、銀などを素材とした片切彫の優品を見ることができる。“『赤銅切炭香合』”. （松江市立松江歴史館収蔵品データベース）
古美術鑑識にも長じ、島根県・松江市の文化財専門委員を務めた。晩年は自適に過ごした。
作家石川淳の著した伝記集『諸國畸人傳』（『別冊文藝春秋』1955年12月から1957年6月まで連載）の「小林如泥」の項に「魚町の鹽津正壽翁」として登場する。
1962年、作家獅子文六が雑誌『マドモアゼル』掲載の随筆の取材のため、自宅を訪問した。

## 三代目
塩津常夫（しおつ つねお）（大正14年＜1925年＞〜平成5年＜1993年＞）
二代正寿の長男として生まれる。本名は恒雄。戦後、父正寿の元で彫金に励み三代目嘯月堂を襲名する。
片切彫、肉彫、象嵌などの技法を用い、初代・二代にはない重厚な趣の作品を残した。県展・市展等入選多数。新協美術会工芸部会員、島根工芸連盟理事などを務め県内工芸界に貢献した。。